# Precinct de Metropolis no 2
Le precinct de Metropolis n° 2 est un precinct électoral du comté de Massac dans l'Illinois, aux États-Unis. En 2010, ce precinct comptait une population de 492 habitants.